# Jean Pinatel
Jean Pinatel, criminólogo francés, (Urcuit, 9 de junio de 1913 - Biarritz, 3 de abril de 1999). Doctorado en Derecho en París en 1935, desempeñó el cargo de magistrado desde 1936 hasta 1941, siendo nombrado ese año a inspector y pasando en 1951 a inspector general, dentro de la administración del Ministerio del Interior. 

## Biografía
Fue profesor titular de Criminología de la Universidad de París. Con Benigno Di Tullio, uno de los principales fundadores de la Sociedad Internacional de Criminología, en Roma, en 1937. Desempeñó el cargo de Secretario General de la SIC desde 1950 hasta 1965, fecha en que fue elegido Presidente de su Comisión Científica hasta el año 1973. Desde este año hasta 1978 ocupó la Presidencia de la Sociedad e inmediatamente fue nombrado Presidente Honorario. De 1962 hasta 1970 miembro del Consejo Científico Criminológico del Consejo de Europa. Fue colaborador de la Fundación Aquinas de Washington y profesor invitado de la Universidad de Salamanca. Colaborador habitual durante más de 30 años de la Revue de Science Criminelle francesa, publicó multitud de libros, artículos y ponencias. Impartió conferencias y clases magistrales en universidades y centros de investigación, sobre todo en Francia, España, Alemania, Venezuela, Canadá y Estados Unidos.
Fue galardonado con la Legión de Honor francesa, Hijo Predilecto de Biarritz, Medalla de Oro del Premio Beccaria de la Sociedad Alemana de Criminología, International Prix Hermann Mannheim de la Sociedad Internacional de Criminología y del Centro Internacional de Criminología Comparada de Montreal, doctor honoris causa de la Universidad de Montreal y Miembro de Honor del Instituto Vasco de Criminología, que concede desde 1992 un premio con su nombre a la excelencia académica entre su alumnado.

## Obra
Fue uno de los vertebradores de la criminología en Europa mediante dos vías que, a la postre, han resultado fundamentales: el asociacionismo para superar las tradicionales escuelas nacionales que o bien competían unas con otras o bien estaban aisladas y el intercambio de conocimientos a través de encuentros, clases universitarias, conferencias, etc.
En su carrera se centró en siete aspectos de la criminología: su historia, criminología general, criminología clínica, filosofía y política criminal, ciencia penitenciaria, delincuencia e inadaptación juvenil y, finalmente, la investigación y enseñanza científica de la personalidad criminal. Entre todas sus teorías y prácticas es un modelo y paradigma para trabajos e investigaciones su concepto de la personalidad criminal, desarrollado ampliamente, que reflexiona en profundidad sobre las cuatro variables: la agresividad, la labilidad, la indiferencia afectiva y el egocentrismo del delincuente.
Trabajó también intensamente para modernizar la orientación y la práctica penitenciaria: reconoció el efecto negativo de la encarcelación y la insuficiencia de los actuales regímenes penitenciarios para que el interno alcance las pautas de conducta prosocial y en la necesidad de innovar investigaciones y programas de criminología clínica con realistas planteamientos individualizados que fueran verificables, controlables y evaluables.
En Latinoamérica influyó especialmente en Venezuela, a través de su discípulo Francisco Canestri. En España creó escuela con Juan del Rosal con sus doctrinas criminológicas y sus programas de prevención de la criminalidad y de tratamiento de los delincuentes. También es referente su relación con América del Norte: en Estados Unidos a través de su intensa relación con el sacerdote, psicólogo y criminólogo N. Mailloux, fundador y director del Centro de Boscoville - Baton Rouge (Louisiana, Estados Unidos) y con Denis Szabo, fundador del Centro Internacional de Criminología Comparada de Montreal (Canadá).
Citando textualmente a Pinatel sobre las direcciones de la criminología y sobre la necesidad última de la empatía: «no consiste en absolver o en justificar al delincuente, sino en transformarle como hombre... la promoción del hombre, el respeto de la dignidad del hombre, crear en él los instintos de simpatía que vayan más allá de los de defensa».
Gustaba de repetir estos versos, citados en vasco y francés, cuya traducción sería: el hombre ha nacido para trabajar, el ave para volar.

«Gizona sortzen da trabailluko,

eta hegaztina aireko».
«L’homme naît pour travailler,

et l’oiseau pour voler».

## Publicaciones
- 1945. Précis de science pénitentiaire, Sirey, Paris.
- 1950. Traité élémentaire de science pénitentiaire et de défense sociale, Sirey, Paris, 1950.
- 1963. Traité de droit pénal et de criminologie.Tome III, Criminologie. con P. Bouzat.
- 1968. Notes sur la littérature espagnole. L’oeuvre du R. P. Beristain. Annales Internationales de Criminologie. Paris. Pg. 579 y ss.ss.
- 1971. La Société criminogène. Calman Lévy, París. La sociedad criminógena. Aguilar, Madrid.
- 1974. Tratado de Criminología. Facultad de Derecho de la Universidad Central de Venezuela.
- 1980. La Criminologie. Bilan et perspectives. Mélanges. pg. XV-XXII, 249-260.
- 1987. Le Phénomène criminel, Edit. MA, Paris.
- 1991. Criminologie Chinique et personnalité criminelle - La personnalité criminelle. Actes des journées Pinatel, sous la direction de R. Cario et A. M. Favard, Erès, Toulouse. Pg. 187-197.